# Rio Birbir
O Rio Birbir é um curso de água do sudoeste da Etiópia é um afluente do Rio Baro, que ajuda a criar quando se junta ao Rio Gebba nas coordenadas de 8° 14'28 "N 34° 57'39 "E. É politicamente importante porque o seu curso define parte da fronteira entre o Welega Mirab e Zonas Illubabor, na região Oromia.
Richard Pankhurst observa que o rio Birbir é importante desde que em 1904 foi descoberta platina em alguns locais do seu curso.